# Бандитская война в Нигерии
Бандитская война в Нигерии — вооружённый конфликт между нигерийскими властями и различными этническими и криминальными вооружёнными формированиями, происходящий на Северо-Западе Нигерии. Она началась в 2011 году c конфликтов между местными земледельцами и скотоводами, которые приобрели этническую и религиозную окраску из-за того, что скотоводы были в основном мусульманами и фульбе по национальности, а земледельцы — в основном христианами других национальностей. Вскоре в эти конфликты вовлеклись организованные преступные сообщества и вооружённые группировки джихадистов.

## Возникновение конфликта
Предшественником бандитской войны в Нигерии можно считать многочисленные вооружённые конфликты между нигерийскими земледельцами и скотоводами. Деградация окружающей среды, нехватка воды и пахотных земель привела к жестокой конкурентной борьбе местных сообществ за эти ограниченные природные ресурсы. Ситуацию осложняли безработица, бедность и слабость местных властей, в результате чего всё больше доведённых до отчаяния людей вовлекались в преступную деятельность, чтобы добыть средства к существованию. В больших лесах множество вооружённых людей могли скрываться и сооружать свои лагеря, а военные и полицейские, не имеющие специального снаряжения и подготовки, зачастую не могли добраться до них.

## Эскалация конфликта
Продолжительное отсутствие безопасности, опустынивание земель и возможное влияние джихадистов привели к учащению нападений (прежде всего, похищений людей с требованием выкупа). Крупномасштабная контрабанда оружия позволила преступным сообществам обзавестись тяжёлым вооружением. В результате нападений с применением такого оружия погибло много людей и был нанесён материальный ущерб на миллиарды долларов, прекратились иностранные инвестиции. Государство не смогло эффективно противодействовать этому бандитизму, потому что и федеральные, и местные служащие были недостаточно обеспечены оружием и техникой и не готовы к действиям в густых лесах на пересечённой местности, где они часто попадали в засады и погибали.

## Похищение людей
Вооружённые бандиты в Нигерии часто на мотоциклах врывались в деревни, чтобы грабить и похищать местных жителей, убивая всякого, кто пытался сопротивляться. Похищение людей с целью выкупа (киднеппинг) стало очень прибыльным криминальным бизнесом на северо-западе Нигерии. С 2011 по 2020 год нигерийцы заплатили не менее 18 миллионов найр за освобождение родных и друзей.

## Торговля оружием
Незаконное оружие чаще всего встречается в северо-западной части Нигерии. Там преступные группировки контролируют золотодобывающие предприятия и используют золото для покупки оружия у местных и международных торговцев. В том регионе в незаконном обороте находится примерно 60 000 единиц оружия. Государственная граница Нигерии на северо-западе слабо охраняется всего лишь 1950 пограничниками, и через неё несложно провезти контрабанду.

## Воюющие стороны

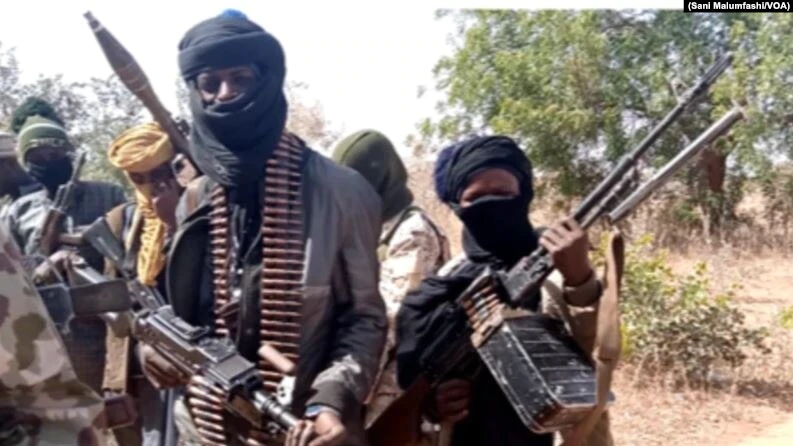
На базе нигирийских бандитов, февраль 2021

В одном только штате Замфара в 2021 году насчитывалось свыше 30 тысяч бандитов и более 100 бандитских лагерей.

### Группировка Али Качаллы
Али Кавадже (Ali Kawaje), более известный как Али Качалла (Ali Kachalla), родился в мальком городке Мадада около Дансадау и в тридцать с небольшим лет стал главарём банды из примерно 200 участников, базировавшейся в лесу Куямбана (англ. Kuyambana Forest). Главная база этой группировки располагалась в нескольких хижинах у реки Горон Дуце, примерно в 25 километрах к югу от Дансадау. Группировка напрямую контролировала населённые пункты Дандалла, Мадада и Гобирава Квача, откуда совершались нападения на Дансадау и другие соседние поселения. Союзником группировки Али Качалы был клан кочевников Додо Гиде.